# Fuchsia fulgens
Fuchsia fulgens là một loài thực vật có hoa trong họ Anh thảo chiều. Loài này được Moç. & Sessé ex DC. mô tả khoa học đầu tiên năm 1828.

## Hình ảnh

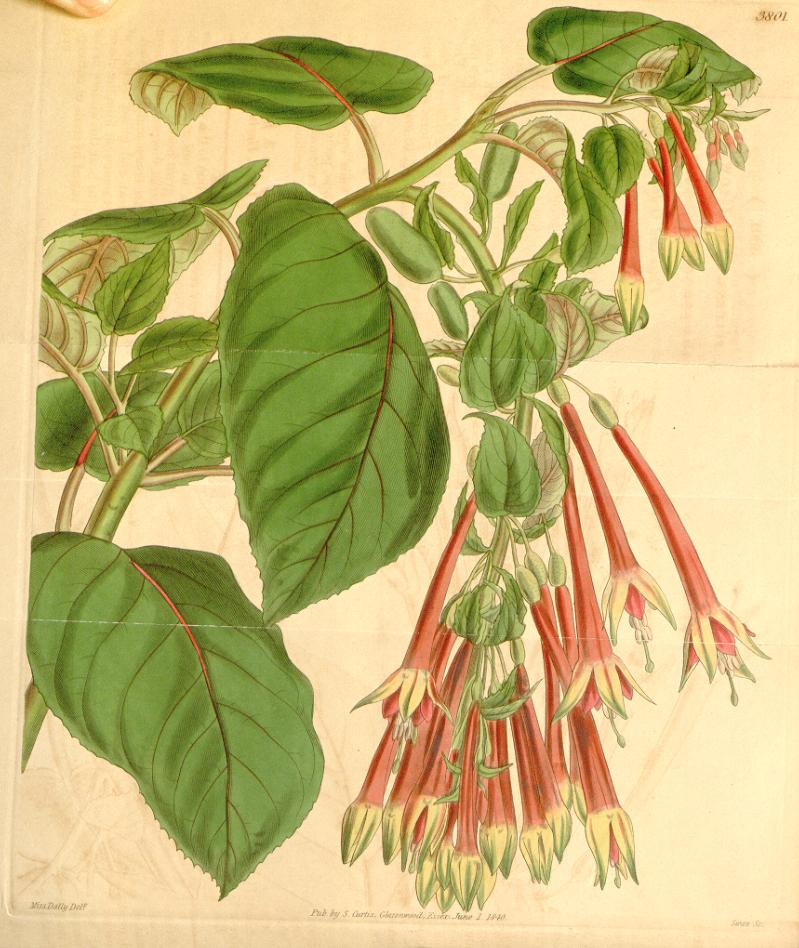
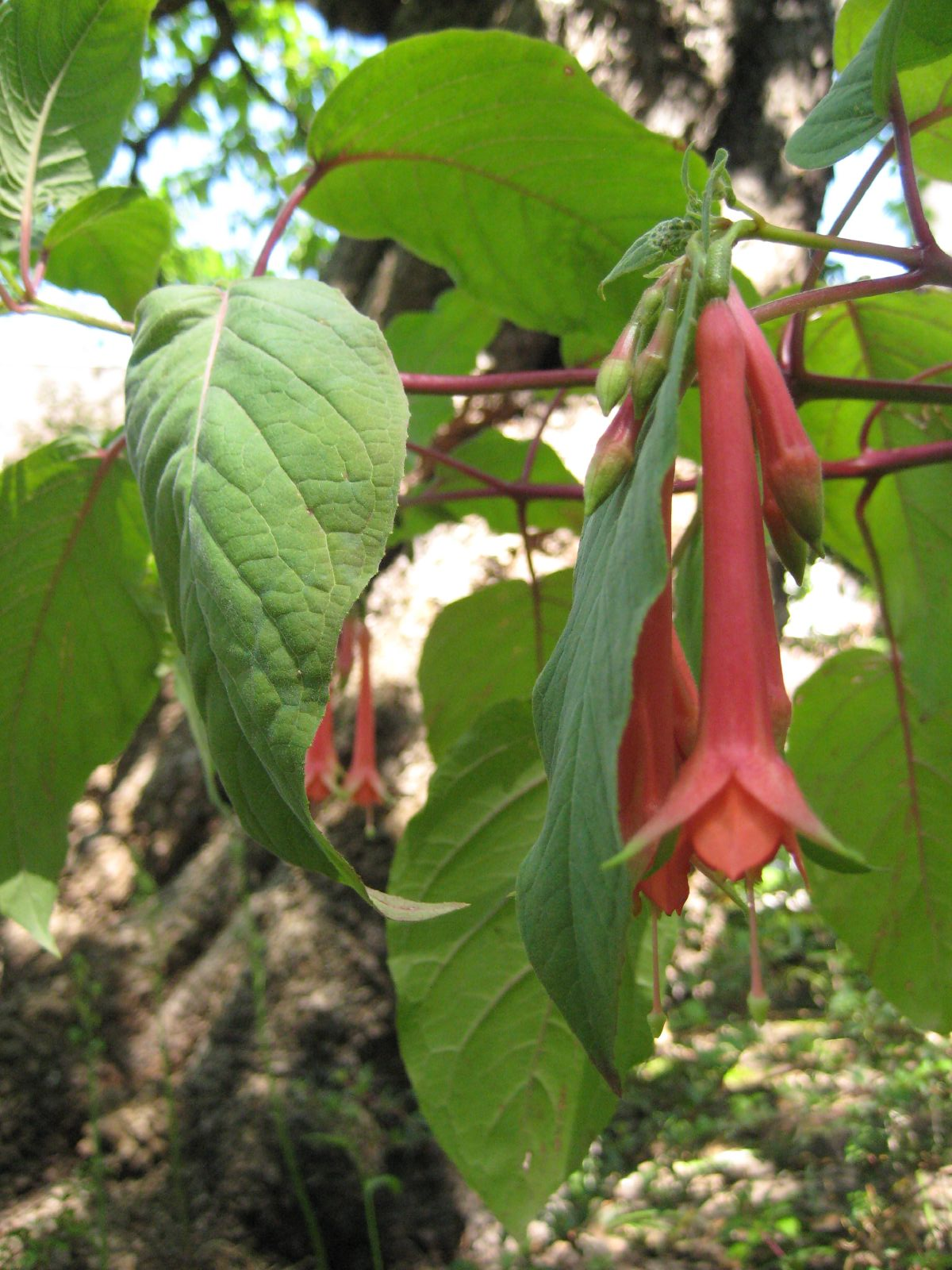
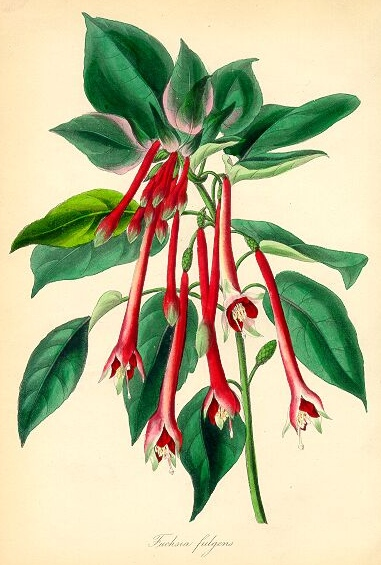
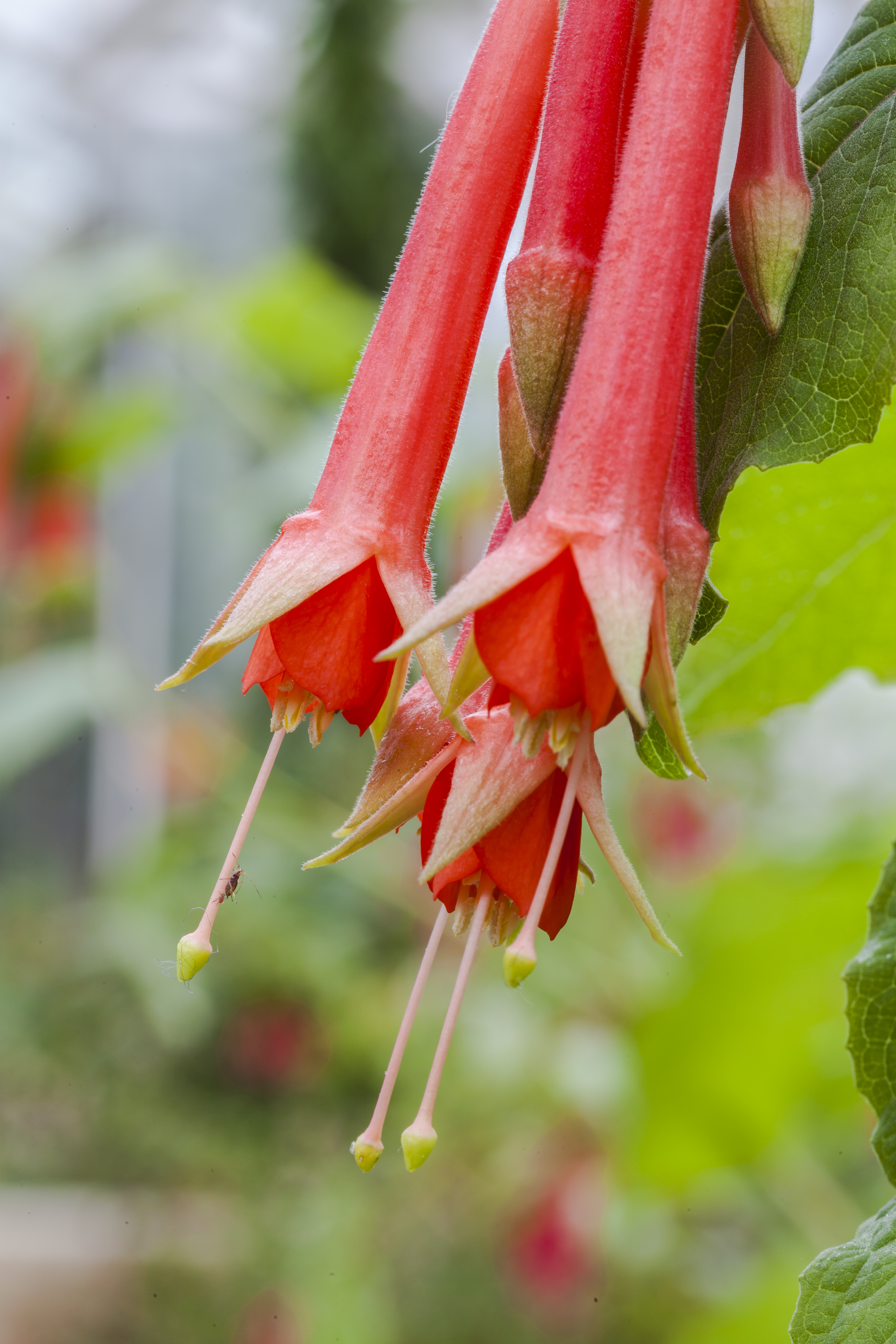